# Catedral de Oviedo
A Catedral de Oviedo é uma catedral de estilo gótico que se encontra na cidade de Oviedo, nas Astúrias, Espanha. É conhecida também como Sancta Ovetensis, referência à qualidade e quantidade das  relíquias que contém. Está consagrada a São Salvador e nela que repousa o corpo de Santa Eulália de Mérida, padroeira de Oviedo.

## Câmara Santa
A Câmara Santa é uma capela palatina que se encontra ligada à Torre de San Miguel, resto do Palácio de Fruela e que hoje em dia se encontra integrada na catedral. Desde o século IX guardam-se nela os tesouros e as relíquias da catedral. Grande parte dessas relíquias haviam sido trazidas de Toledo, como a Arca Santa de Oviedo (século XI), o Santo Sudário de Oviedo, relíquias de Vera Cruz, o Cristo Nicodemus (século XII) e outras, para evitar perdê-las durante o domínio muçulmano da Península Ibérica.